# Institut national des archives du Congo
L'Institut national des archives du Congo (INACO) sont les archives nationales de la République démocratique du Congo. Il est situé à Kinshasa et possède une collection de 3 000 volumes,,.

## Historique
Les archives nationales sous leur forme actuelle ont été créées par l'ordonnance n° 89/027 du 26 janvier 1989 sous le nom d'Archives Nationales du Zaïre (ARNAZA), devenues ensuite Archives Nationales de la République démocratique du Congo (ARNACO). Le décret n° 15/022 du 9 décembre 2015 a restructuré l'ARNACO en un nouvel établissement public, l'INACO. En 2019, le Département d'État des États-Unis a financé un projet de rénovation de l'INACO,,.